# Шеффилд-Симплекс
«Шеффилд-Симплекс» (англ. Sheffield-Simplex) — лёгкий пулемётный бронеавтомобиль Вооружённых сил Российской империи. Разработан британской фирмой «Sheffield-Simplex» на базе шасси собственного легкового автомобиля, при этом окончательный проект бронировки был разработан штабс-капитаном русской армии Мироновым. Всего в 1915—1916 годах в Россию было поставлено 25 экземпляров бронеавтомобиля. Однако по результатам испытаний броневики были признаны непригодными для боевого применения и на вооружение Русской императорской армии приняты не были. Предполагавшаяся конверсия «Шеффилд-Симплексов» в бронедрезины не состоялась из-за Октябрьской революции, однако единичные экземпляры машин в условиях нехватки бронетехники всё же применялись частями РККА в ходе Гражданской войны.